# 张氏节孝坊 (洪洞)
张氏节孝坊，位于山西省临汾市洪洞县曲亭镇上寨村。张氏节孝坊立于咸丰八年，旌表诰赠奉直大夫李作棫之妻、诰封宜人张氏一生贤、孝、节、良。牌坊为四柱三楼砖砌仿木楼阁建筑，高14米，面阔七间，歇山顶。东西两面分别刻有“圣旨”、“荣增翟茀”、“操凛冰霜”字样，两翼呈八字影壁。牌坊雕刻细腻，保存尚好。
1987年8月，张氏节孝坊公布为洪洞县文物保护单位。